# Constantin Nour
Constantin Nour (n. 13 iunie 1906 sau 15 iunie 1907, Tiraspol — d. 17 noiembrie 1986) a fost un boxer român, campion național la categoria mijlocie⁠(d) și antrenor al echipei naționale.

## Carieră
A debutat în boxul profesionist la 30 septembrie 1923 și a câștigat în anul 1926 titlul de campion național al României la categoria mijlocie⁠(d). Și-a încheiat cariera în anul 1934.
Nour a contribuit la înființarea în anul 1949 a secției de box a clubului sportiv Dinamo București și a lucrat ca antrenor în cadrul acestui club. El a antrenat, de asemenea, atât lotul național de juniori, cât și lotul național de seniori al României. Printre elevii săi s-au aflat campionii olimpici Nicolae Linca și Ion Monea, medaliații olimpici cu argint Mircea Șimon și Mircea Dobrescu  și triplul campion european (la categoria muscă, cocoș și pană) Lucian Popescu. A fost distins cu titlul de antrenor emerit.
A decedat în 17 noiembrie 1986.

## Moștenire
Fostul său club, Dinamo București, a inaugurat în aprilie 2002 o sală de box care poartă numele Constantin Nour. Sala conține trei ringuri de box și instalatii de recuperare după efort.

## Rezultate în cariera profesionistă
| 10 victorii (6 prin knockout, 3 prin decizie și 1 prin descalificare), 16 înfrângeri (3 prin knockout, 11 prin decizie și 2 prin descalificare), 4 egaluri |          |                   |     |         |            |                                      |                                                  |
| Rezultat | Record   | Adversar          | Tip | Rundă   | Dată       | Loc                                  | Observații                                       |
| Înfrângere | 6-8-5    | Dumitru Călinescu | DQ  | 2 (10)  | 1934-10-31 | Timișoara, România                   |                                                  |
| Înfrângere | 1-5      | Dumitru Pavelescu | PTS | 10 (10) | 1932-02-27 | Circul Sidoli, București, România    |                                                  |
| Înfrângere | 10-8-9   | Mihai Fulea       | KO  | 3 (10)  | 1931-05-09 | București, România                   |                                                  |
| Egal | 71-37-21 | Auguste Lengagne  | PTS | 10 (10) | 1930-05-15 | Boulogne-sur-Mer, Franța             |                                                  |
| Înfrângere | 30-37-3  | Maurice Kunter    | DQ  | 1 (10)  | 1930-05-10 | Central Sporting Club, Paris, Franța |                                                  |
| Înfrângere | 9-8-5    | Emile Caulier     | TKO | 10 (10) | 1930-03-22 | Central Sporting Club, Paris, Franța |                                                  |
| Înfrângere | 6-4-8    | Mihai Fulea       | PTS | 10 (10) | 1929-12-14 | București, România                   |                                                  |
| Egal | 6-4-7    | Mihai Fulea       | PTS | 10 (10) | 1929-11-16 | București, România                   |                                                  |
| Victorie | 27-6-2   | Martin Franchi    | PTS | 10 (10) | 1929-06-09 | București, România                   |                                                  |
| Victorie | 5-7-1    | Ali Sadek         | PTS | 10 (10) | 1929-05-25 | București, România                   |                                                  |
| Înfrângere | 27-10-15 | Motzi Spakow      | PTS | 10 (10) | 1929-04-20 | București, România                   | Pentru titlul național la categoria mijlocie⁠(d). |
| Înfrângere | 44-9-4   | Michel Riond      | PTS | 10 (10) | 1929-03-16 | București, România                   |                                                  |
| Înfrângere | 6-9-2    | Louis Legras      | PTS | 8 (8)   | 1929-02-16 | Central Sporting Club, Paris, Franța |                                                  |
| Victorie | 6-8-2    | Louis Legras      | DQ  | 3 (10)  | 1929-02-02 | Central Sporting Club, Paris, Franța |                                                  |
| Victorie | 9-11-5   | Henri Barras      | PTS | 10 (10) | 1929-01-19 | Central Sporting Club, Paris, Franța |                                                  |
| Egal | 23-9-13  | Motzi Spakow      | PTS | 10 (10) | 1928-12-08 | București, România                   |                                                  |
| Înfrângere | 10-3-4   | Umberto Lancia    | PTS | 10 (10) | 1928-09-13 | București, România                   |                                                  |
| Înfrângere | 4-4-2    | Dumitru Teica     | PTS | 10 (10) | 1928-01-14 | București, România                   |                                                  |
| Egal | 14-5-10  | Motzi Spakow      | PTS | 10 (10) | 1927-11-23 | București, România                   |                                                  |
| Victorie | 38-15-14 | Emile Romerio     | TKO | 2 (10)  | 1927-05-14 | București, România                   |                                                  |
| Înfrângere | 16-3-4   | Poldi Steinbach   | PTS | 10 (10) | 1927-04-10 | București, România                   |                                                  |
| Victorie | 4-1      | Dumitru Teica     | KO  | 3 (10)  | 1927-02-27 | București, România                   |                                                  |
| Victorie | 4-0      | Dumitru Teica     | KO  | 2 (10)  | 1927-02-26 | București, România                   |                                                  |
| Înfrângere | 0-1      | Boris Alexeev     | KO  | 1 (10)  | 1927-02-12 | București, România                   |                                                  |
| Înfrângere | 2-0      | Dumitru Teica     | PTS | 10 (10) | 1927-01-19 | București, România                   | Pentru titlul național la categoria grea⁠(d).     |
| Înfrângere | 15-2-4   | Poldi Steinbach   | TKO | 5 (10)  | 1926-06-05 | București, România                   |                                                  |
| Înfrângere | 1-0      | Dumitru Teica     | PTS | 10 (10) | 1926-04-01 | București, România                   |                                                  |
| Victorie | 0-0      | Al Puggi          | KO  | 2 (10)  | 1926-03-06 | București, România                   |                                                  |
| Victorie | 0-0      | Umberto Lancia    | PTS | 6 (6)   | 1926-02-01 | București, România                   |                                                  |
| Victorie | 0-0      | Gaspard Luiggi    | RTD | 1 (10)  | 1923-09-30 | Galați, România                      |                                                  |

## Distincții
- Ordinul „Meritul Sportiv” clasa a III-a (8 mai 1968) „pentru contribuția deosebită adusă la dezvoltarea mișcării de cultură fizică și sport și pentru merite deosebite în activitatea sportivă de performanță, cu prilejul împlinirii a 20 de ani de la înființarea Clubului sportiv «Dinamo»-București al Ministerului Afacerilor Interne”[12]
- Ordinul „Meritul Sportiv” clasa a II-a (18 august 1976) „pentru rezultatele deosebite obținute la Jocurile olimpice de vară de la Montreal – 1976, precum și pentru contribuția adusă la dezvoltarea activității sportive și la creșterea prestigiului sportului românesc pe plan internațional”[13]